# Transliteração de grego antigo para português
A língua grega antiga se escreve com o alfabeto grego, mas contém sinais gráficos conhecidos como diacríticos, como em ὕ ou ᾷ. Esses são caracteres mais complexos e não encontrados em todas as fontes tipográficas, principalmente por conta da acentuação e os espíritos (sinais que indicam a aspiração ou não da letra inicial), ocasionando assim problemas de exibição e gerando um dos motivos para se transliterar, ou romanizar, do grego para o português.

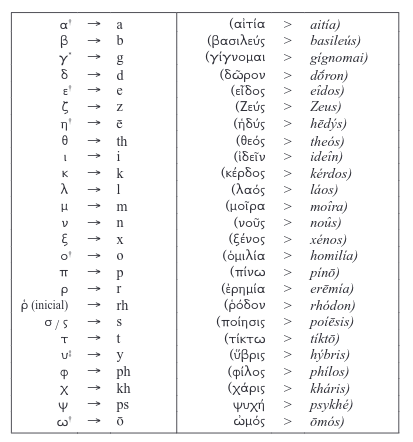
Transliteração grego antigo para português, retirada de PRADO (2006).

Até há poucos anos não havia uma regra bem definida e de amplo uso para a transliteração do grego antigo e cada autor seguia uma metodologia, muitas vezes dificultando o processo oposto, de reversão do grego transliterado para o português de volta à palavra escrita com letras gregas e seus diacríticos. Por exemplo, um autor poderia transliterar ἐπιστήμη (conhecimento) como epistéme, epistḗmē, epistéme ou meramente episteme, o que dificultaria o reconhecimento da letra original, no caso, se seria ε ou η, pois em ambos casos trata-se da letra "e", mas no primeiro é a vogal breve (épsilon) e no segundo a vogal longa (eta).
A partir da publicação do artigo de Anna Prado, tradutora da República de Platão, em 2006, definiu-se, então, um modelo de transliteração adequado, ao menos para o português brasileiro, mas que ainda gera alguns problemas, pois vogais longas com acentos, como ή ou ὥ geram os caracteres transliterados ḗ e ṓ, pois possuem o indicativo de vogal longa (o diacrítico mácron) e o acento agudo, mas que, no entanto, não estão presentes em muitas fontes. Além disso, toda palavra transliterada deve ser escrita em itálico. 